# Baryphyma kulczynskii
Baryphyma kulczynskii är en spindelart som först beskrevs av Kirill Yeskov 1979.  Baryphyma kulczynskii ingår i släktet Baryphyma och familjen täckvävarspindlar. Inga underarter finns listade.